# NGC 954
NGC 954 é uma galáxia espiral barrada (SBc) localizada na direcção da constelação de Eridanus. Possui uma declinação de -41° 24' 09" e uma ascensão recta de 2 horas, 28 minutos e 51,6 segundos.
A galáxia NGC 954 foi descoberta em 5 de Setembro de 1834 por John Herschel.